# Exsul singularis
Exsul singularis is een vliegensoort die endemisch is in Nieuw-Zeeland. De soort werd voor het eerst beschreven door Frederick Hutton in 1901.

## Beschrijving
Mannetjes zijn heel herkenbaar door hun erg brede donkerbruin en harige vleugels en pootjes. De vrouwtjes hebben vleugels vergelijkbaar met andere vliegsoorten en hebben een bruine belijning Mannetjes zijn 13 mm in lengte en hebben een spanbreedte van 15 mm. Vrouwtjes zijn 11 mm lang met een spanbreedte van 13 mm.

## Distributie
Exsul singularis komt voornamelijk voor in de berggebieden van de westkust van Nieuw-Zeeland en Fiordland, beide op het zuidelijk eiland.